# Magusa
Magusa is een geslacht van vlinders van de familie Uilen (Noctuidae), uit de onderfamilie Hadeninae.

## Soorten
- M. albonotata Wileman & West, 1928
- M. erema Hayes, 1975
- M. oenops Prout, 1928
- M. orbifera Walker, 1857